# 卡洛斯·阿雷瓦洛
卡洛斯·阿雷瓦洛（西班牙語：Carlos Arévalo，1993年12月6日—），西班牙男子皮划艇运动员。他曾代表西班牙参加2020年夏季奥林匹克运动会皮划艇比赛，获得男子四人皮艇500米银牌。